# 川陕苏区城口纪念馆
川陕苏区城口纪念馆是一座位于重庆城口县的博物馆。

## 历史
2007年11月28日建成开馆，地址为重庆城口县土城路半月池2号苏维埃政权纪念公园内。占地面积1,200平方米，共珍藏文物300余件。
1929年在城口县、万源市组建红军，创建川东游击根据地。1932年12月张国焘、李先念、徐向前、陈昌浩、王维舟、许世友率领中国工农红军第四方面军为摆脱各路集团军追捕，越过大巴山抵达四川省通江县创建川陕革命根据地，1933年初抵达城口县创建城口苏维埃政权，后进行土地改革。1935年2月张国焘命令放弃川陕革命根据地向西挺进开始长征。

## 营业时间
- 周二至周日：上午九点至下午五点
- 周一闭馆